# نيل شيريدان
نيل شيريدان (بالإنجليزية: Neill Sheridan) هو لاعب كرة قاعدة أمريكي، ولد في 20 نوفمبر 1921 في ساكرامنتو في الولايات المتحدة، وتوفي في 15 أكتوبر 2015 في أنتيوك في الولايات المتحدة بسبب ذات الرئة.

## وصلات خارجية
- نيل شيريدان على موقعبيزبول رفرنس.كوم (الدوري الرئيسي) (الإنجليزية)